# アブラハム・ウィラールツ
アブラハム・ウィラールツ（Abraham Willaerts、1603年頃 - 1669年10月18日）はオランダの画家。海洋や港の風景や肖像画を描いた。

## 略歴
ユトレヒトで生まれた。父親のアダム・ウィラールツ(Adam Willaerts: 1577–1664)も画家である。兄弟に画家のコルネリス・ウィラールツ(Cornelis Willaerts)とイサーク・ウィラールツ(Isaac Willaerts)がいる。父親から海洋画を学んだ。その後、ユトレヒト・カラヴァッジョ派の画家、ヤン・ファン・ベイレルト(Jan van Bijlert: 1597/1598-1671) に学んだ 。1624年にユトレヒトの聖ルカ組合の親方になった。1628年にパリに修行に出て、有名な画家、シモン・ヴーエの工房で働き、1635年にユトレヒトに戻った。
1637年か1638年にオランダ領ブラジル総督に就任したナッサウ＝ジーゲン侯ヨハン・マウリッツの宮廷で働くために、ブラジルに渡った。アフリカのサントメ島とプリンシペ島をオランダが占領した後の1642年に総督の命令で、オランダ艦隊の船に乗船し、アフリカの住民の風俗や衣装を描くためにアンゴラに派遣された。 アフリカでは、コンゴの王族の肖像画も描いた。ウィラールツがアフリカで描いた絵は、1668年にオルフェルト・ダッペル(Olfert Dapper)によって出版されたアフリカに関する書籍「アフリカ地域詳説(Naukeurige Beschrijvinge der Afrikaensche Gewesten)」に影響を与えている可能性がある。
1644年にオランダに帰国し、有力な建築家、画家のヤコブ・ファン・カンペンJacob van Campenのアメルスフォールト近くの邸で暮らした。1659年から1660年はローマに旅した。1661年にユトレヒトに戻りそこで亡くなった。

## 作品

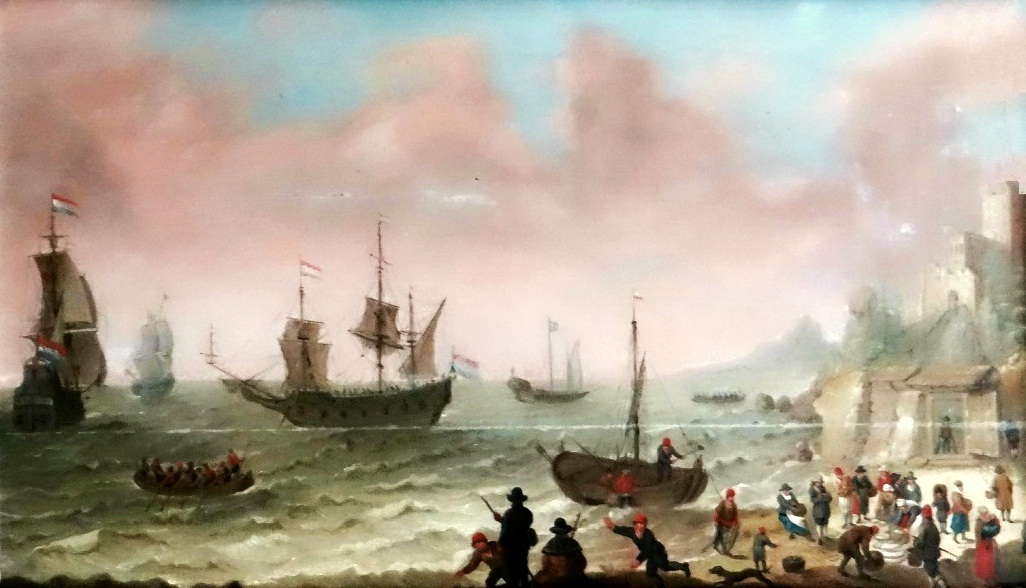
港の魚売り (1650s) ワルシャワ国立美術館蔵
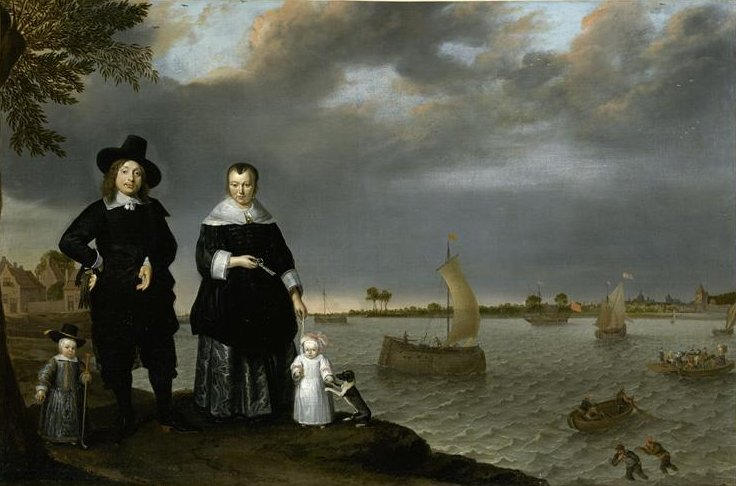
船主とその家族 (1650) ヴァランシエンヌ美術館蔵
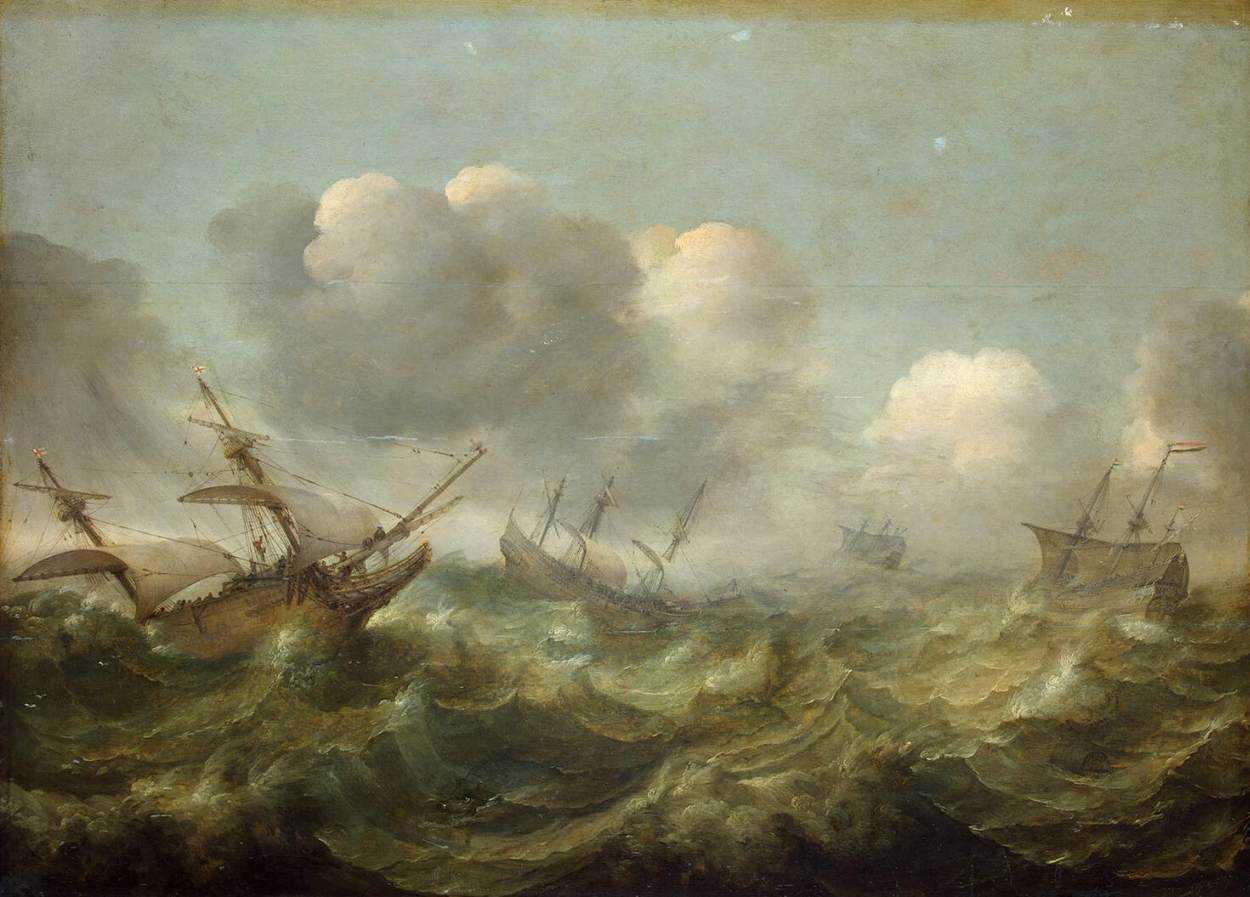
嵐の海 (1626s) エルミタージュ美術館蔵
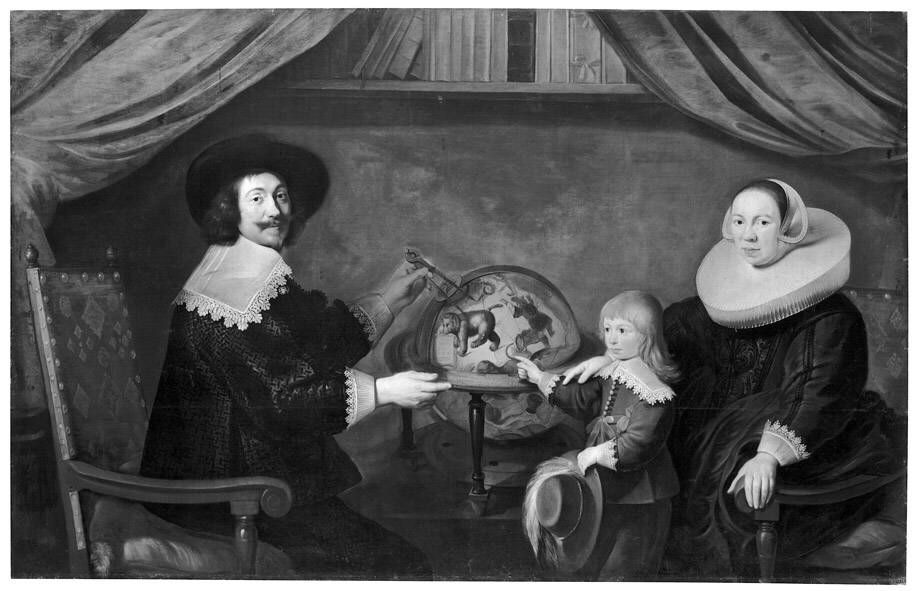
肖像画 アルテ・ピナコテーク蔵